# Erlbach (Gröbenbach)
Der Erlbach ist ein etwa 6 km langer Bach im westlichen Stadtgebiet von München und an dessen Grenze, der an der Stadtgrenze zu Olching von rechts und Süden in den Gröbenbach mündet. Er gehört zum Flusssystem der Isar.
Der Bach entspringt im Westen der Stadt im Stadtteil Aubing südlich der Aubinger Lohe beim Gutshof Moosschwaige. Er fließt nach Norden, durchfließt die Moosschwaiger Weiher, nimmt im Westen der Aubinger Lohe den rechten Namensunterlauf des hier mit 2,2 km Länge etwas kürzeren Speckbachs von links auf und zieht im weiteren Verlauf zwischen Gröbenzell im Westen und dem Stadtteil Lochhausen im Osten hindurch, auf einem Abschnitt auch auf der Stadtgrenze. Er mündet nordöstlich von Gröbenzell kurz vor dessen Unterquerung der A8 von rechts in den Gröbenbach, der hier Stadtgrenze zu Olching ist.
Der Erlbach ist 6,1 km lang und hat – mit dem Speckbach erst ab dessen Unterlaufgabel gerechnet – ein schmales Einzugsgebiet von 23,8 km², das sich vom Südrand von Gauting an, der fast 10 km weit südlich der Quelle liegt, nordwärts bis zur Mündung streckt. Der höchste Punkt darin liegt an der Südspitze bei Gauting auf über 580 m ü. NN.
Im Bereich der Moosschwaiger Weiher sowie unmittelbar flussabwärts wird der Bachlauf seit den 2010er Jahren deutlich sichtbar von Aktivitäten des Bibers beeinflusst. In diesem Gebiet trifft man zahlreiche einheimische Tier- und Pflanzenarten, aber auch die neobiontische Nordamerikanische Buchstaben-Schmuckschildkröte an.